# NGC 6131
NGC 6131 é uma galáxia espiral barrada (SBc) localizada na direcção da constelação de Corona Borealis. Possui uma declinação de +38° 56' 12" e uma ascensão recta de 16 horas, 21 minutos e 52,3 segundos.
A galáxia NGC 6131 foi descoberta em 15 de Junho de 1882 por Édouard Jean-Marie Stephan.